# 祐範
祐範（ゆうはん / すけのり、生没年未詳）は、平安時代末期の僧侶。熱田大宮司・藤原季範の子。源頼朝の叔父にあたる。法橋。子に任憲。
熱田大宮司家一族の京都進出を背景に、額田郡において国衙の勢力を排した兄藤原範忠と協力して、滝山寺の住職などを務めるなどし、保元4年（1159年）3月に姉の由良御前が死去した際、49日の仏事を差配してその菩提を弔っている。平治元年（1160年）12月の平治の乱では、姉の長男で甥にあたる14歳の源頼朝が罪人として伊豆国の配所に送られる際、郎従を付けて送り出している。頼朝の伊豆配流に付き添ったのは、祐範の郎従と頼朝の父・義朝の家人で因幡国住人・高庭介資経が送った親族の藤七資家のみであったという。祐範はその後も伊豆の頼朝の元に毎月使者を送っている。
祐範の死後、頼朝が挙兵し鎌倉殿となった文治4年（1188年）11月1日、祐範の子で僧侶の任憲が頼朝の元を訪れて初めて対面し、親しく語らった。建久2年（1191年）8月、任憲が熱田社領の田地を廻る争いで、朝廷の裁決で支配を退けられたものを、再び申し立てるために頼朝に口添えを求めている。難しい案件なので頼朝は渋りながらも、その父・祐範への恩義から、朝廷に取次ぎをしている。